# Királyegyháza
Királyegyháza ist eine ungarische Gemeinde im Kreis Szentlőrinc im Komitat Baranya.

## Geografische Lage
Királyegyháza liegt fünf Kilometer südwestlich der Kreisstadt Szentlőrinc. Nachbargemeinden sind Gyöngyfa, Szentdénes und Sumony.

## Geschichte
Királyegyháza entstand 1940 durch den Zusammenschluss der Orte Magyarszentiván und Vásárosszentgál. Am nördlichen Rand der Gemeinde wurde in den 2000er Jahren auf einer Fläche von 20 Hektar eine Zementfabrik errichtet.

## Sehenswürdigkeiten
- Römisch-katholische Kirche Krisztus Király, 1806 erbaut im Zopfstil
- Petőfi-Büste
- Rákóczi-Büste
- Szentháromság-Statue (Szentháromság-szobor), erschaffen 1928
- Weltkriegsdenkmal

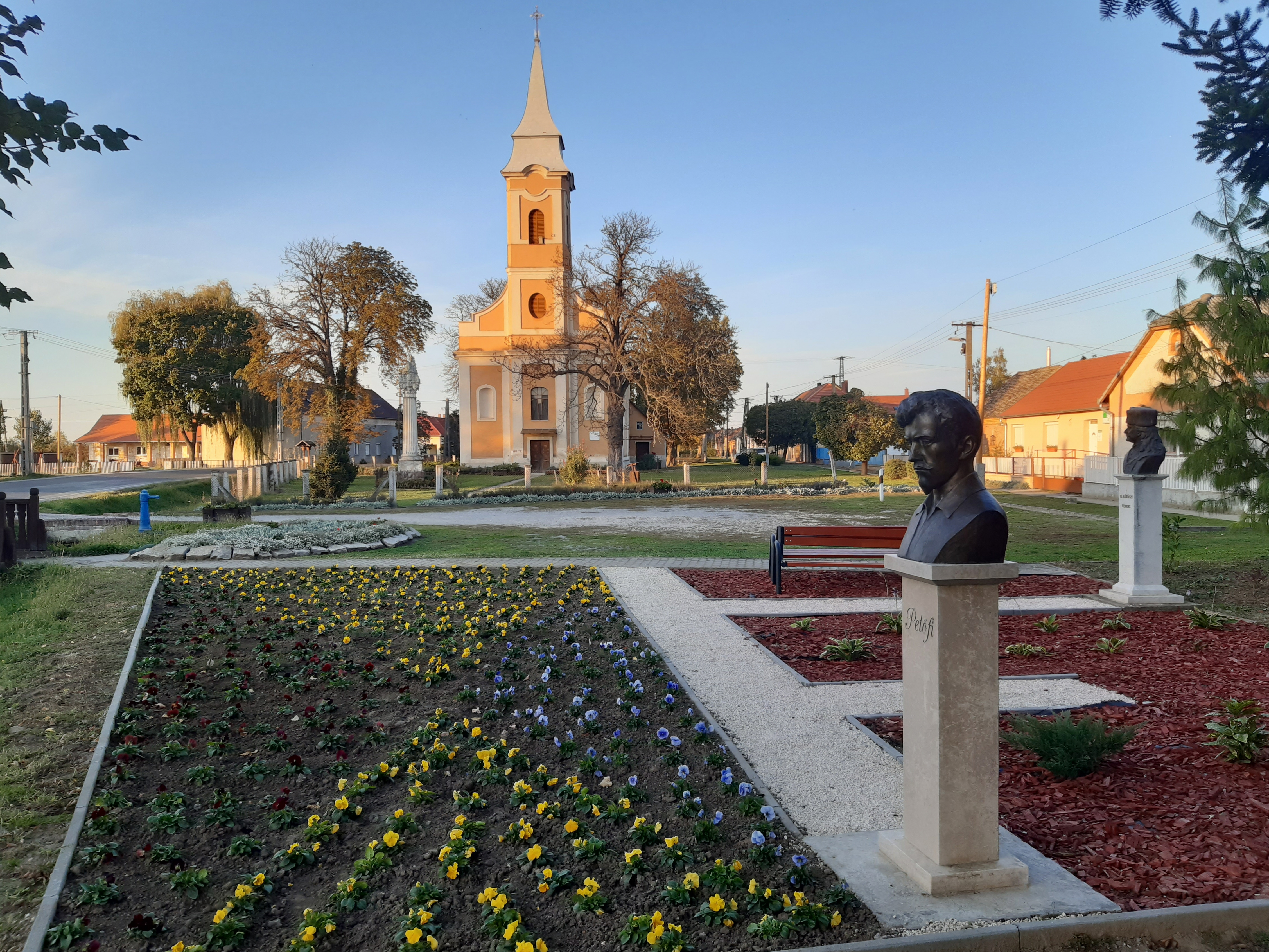
Röm.-kath. Kirche Krisztus Király, vorne die Petőfi-Büste
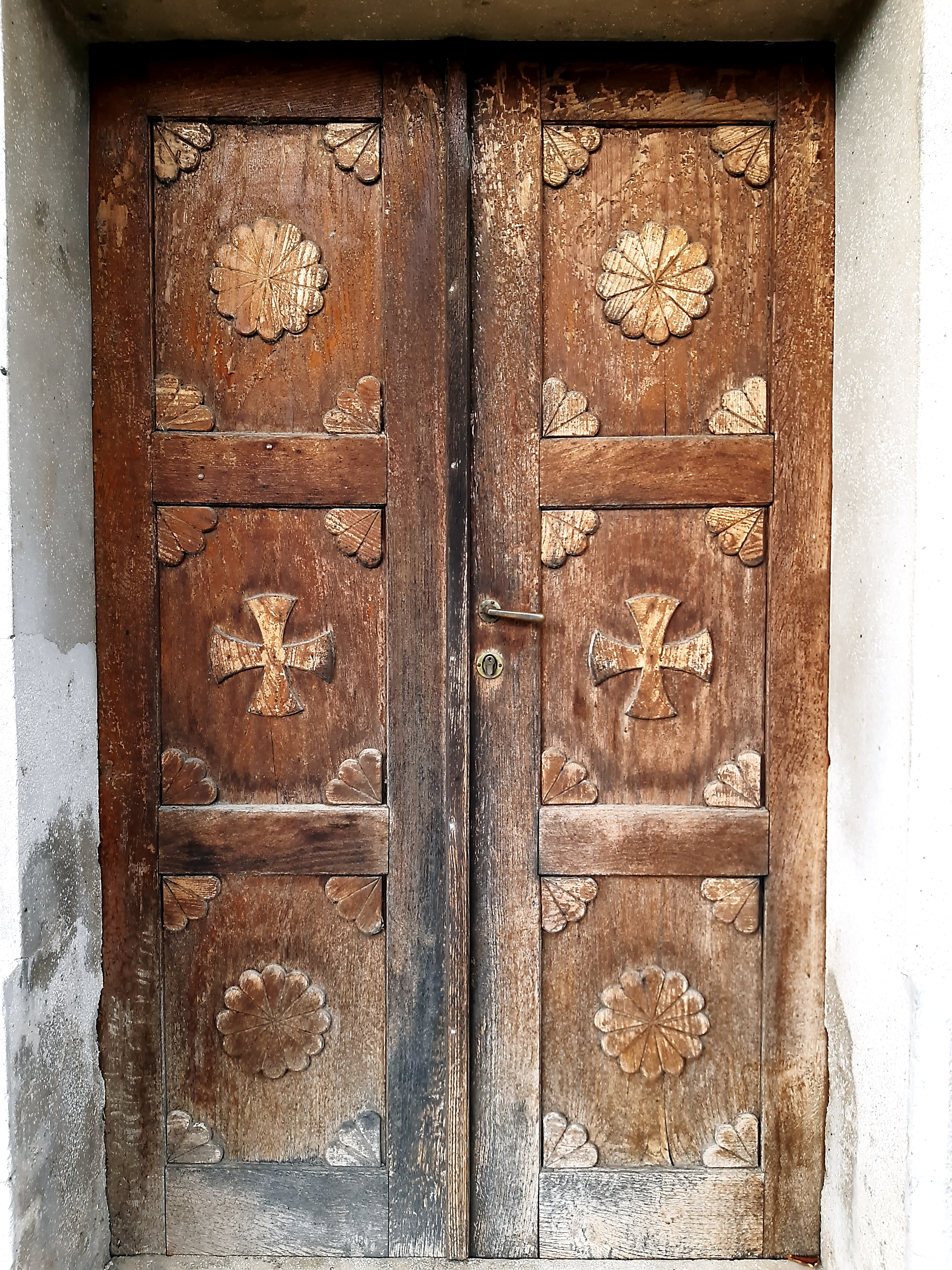
Kirchentür
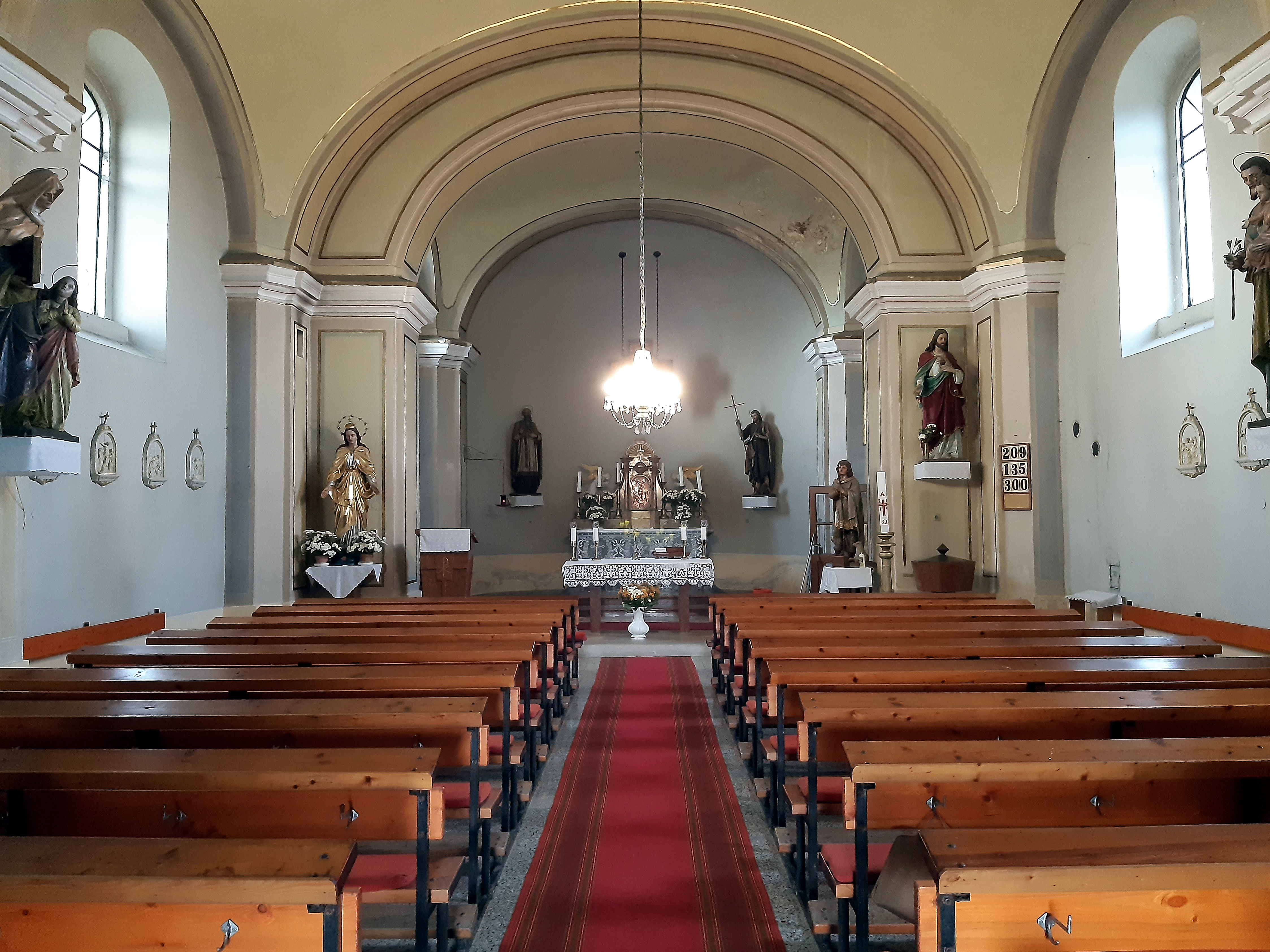
Innenraum der Kirche
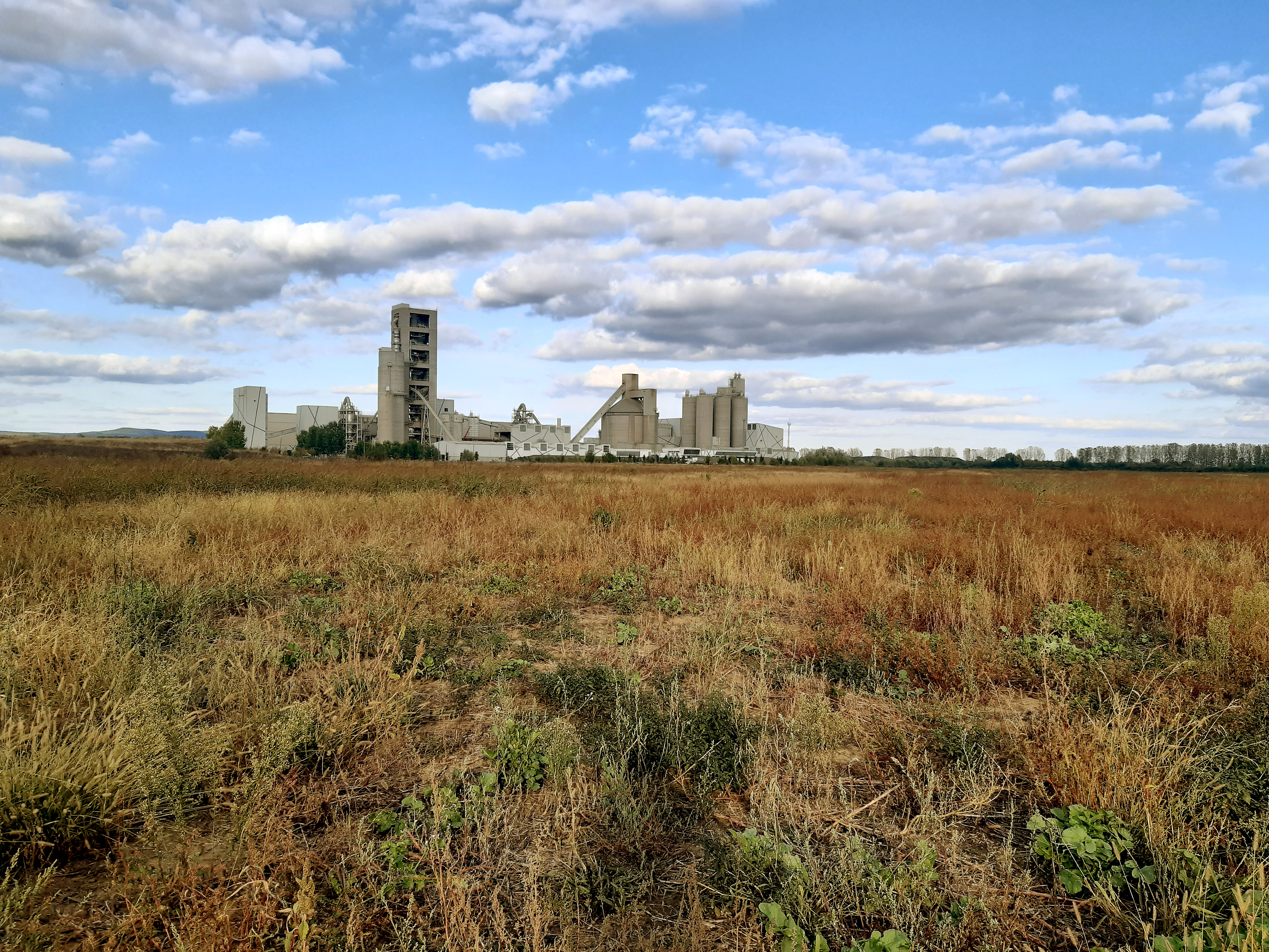
Zementfabrik

## Verkehr
Durch Királyegyháza verläuft die Landstraße Nr. 5805. Es bestehen Busverbindungen nach Szentlőrinc und über Gyöngyfa, Magyarmecske, Gilvánfa und Csányoszró bis nach Sellye. Über die am südlichen Ortsrand gelegene Haltestelle Királyegyháza-Rigópuszta ist die Gemeinde angebunden an die Eisenbahnstrecke von Szentlőrinc nach Sellye.